# Vermogenschakelaar

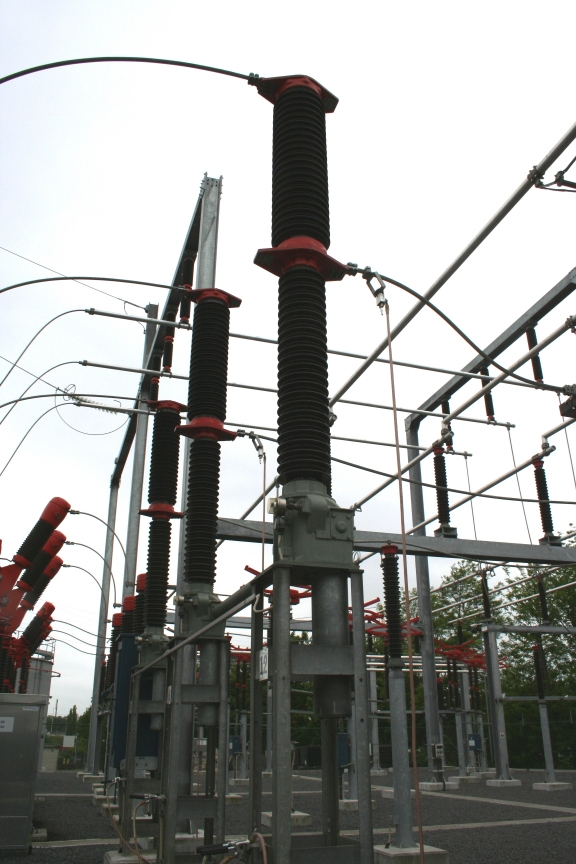
SF_{6}-gevulde vermogenschakelaar op 150kV

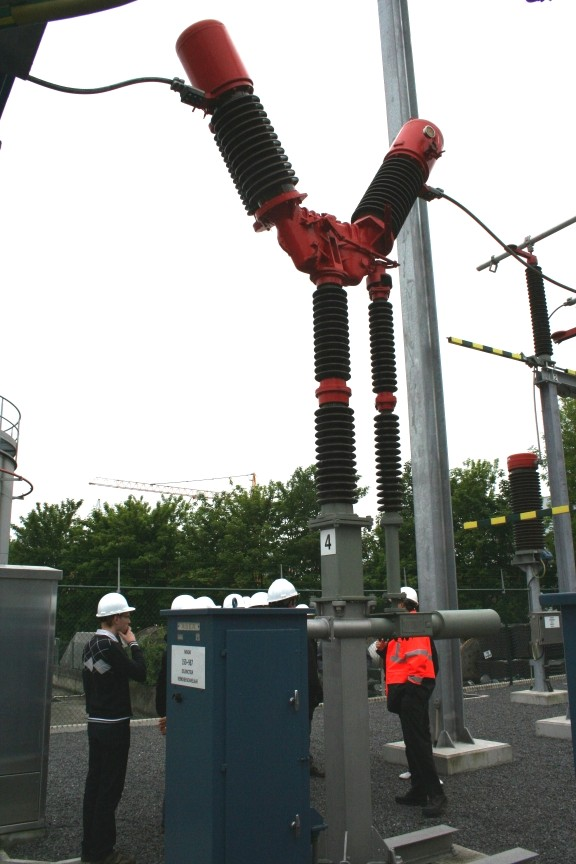
Oliegevulde vermogenschakelaar op 150kV

Een vermogenschakelaar is een elektrisch toestel dat als doel heeft een kortsluiting af te schakelen, die zich in een te beheren elektriciteitsnet voordoet. Een van de voornaamste kenmerken van de vermogenschakelaar behalve de gebruiksspanning is dan ook het afschakelvermogen, uitgedrukt in kiloampère [kA]. Het afschakelvermogen van de vermogenschakelaar moet steeds groter gekozen worden dan de kortsluitstroom of het kortsluitvermogen op die plaats van de installatie. De vermogenschakelaar is een van de belangrijke onderdelen voor de beveiliging in een elektriciteitsnet.

## Bij laagspanning
De vermogenschakelaar voor laagspanning bestaat uit een meetsysteem, een verwerkingssysteem en de hoofdcontacten met bluskamers om de vlamboog te doven. Die ontstaat bij het afschakelen van inductieve belasting. De vermogenschakelaar voor installaties met een klein kortsluitvermogen, tot 6kA, zoals bij huishoudelijke installaties, is de installatieautomaat in de verdeelkast. De vermogenschakelaar dient dan tevens als scheidingsschakelaar. Selectiviteit wordt verkregen door een voldoende onderscheid tussen kaliber van de automaat en de stroomopwaarts gelegen beveiliging te kiezen. Uitschakeling kan thermisch of magnetisch gebeuren waardoor de verschillende uitschakelcurves ontstaan.
Voor industriële installaties is het afschakelvermogen groter, vanaf 6kA, is de afschakelcurve regelbaar en kan selectiviteit door een instelbare tijdvertraging worden verkregen.

## Bij hoogspanning
De vermogenschakelaar in een installatie voor hoogspanning is beperkt tot de hoofdcontacten en een aandrijfmechanisme en bevat  geen meet- of stuursysteem. Het meetsysteem bestaat uit afzonderlijke stroomtransformatoren en spanningstransformatoren die hun signalen doorgeven aan een protectierelais dat beslist of de vermogenschakelaar moet openen of niet. Tijdens het schakelen wordt er energie in warmte omgezet en door die energie {\displaystyle U\times I\times t} te beperken kan het afschakelvermogen verhoogd worden. Hierdoor kan men ingrijpen op de schakelsnelheid. Het openen van de contacten moet snel gebeuren en de vlamboog moet snel gedoofd worden. Het snel openen wordt doorgaans gerealiseerd door een opgespannen veer. Om de veer op te spannen zijn er elektrische, pneumatische of hydraulische aandrijfsystemen.

### Soorten vermogenschakelaars voor hoogspanning
Vermogenschakelaars worden in eerste plaats ingedeeld naargelang het isolatiemateriaal dat rondom de hoofdcontacten wordt gebruikt. De volgende vermogenschakelaars worden onderscheiden:
- vacuüm vermogenschakelaars
- oliegevulde vermogenschakelaars
- SF6-gevulde vermogenschakelaars

Er wordt tevens onderscheid gemaakt tussen vermogenschakelaars voor elektriciteit met een fasedraad en met driefasespanning.
Draadslachtoffers - Driefasespanning - Dwarsregeltransformator - Elektriciteitscentrale - Hoogspanningsleiding - Hoogspanningsnet - Kortsluitingen in hoog- en laagspanningsnetten - Netbeheerder - Onderstation - Scheidingsschakelaar - Vermogenschakelaar - Vermogenstransformatorwikkeling - Vermogenstransformator